# Mehren (Käbschütztal)

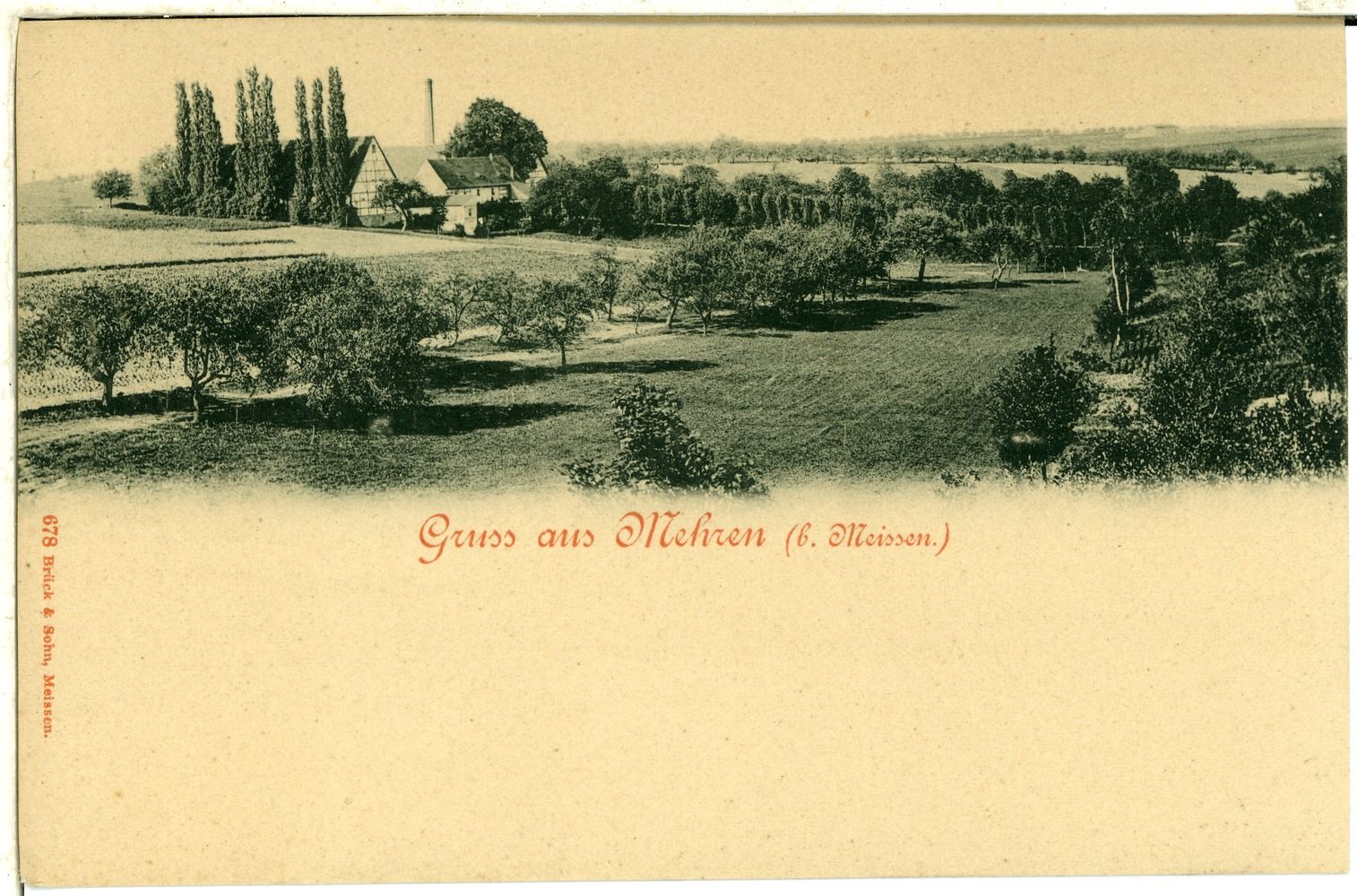
Mehren (1898)

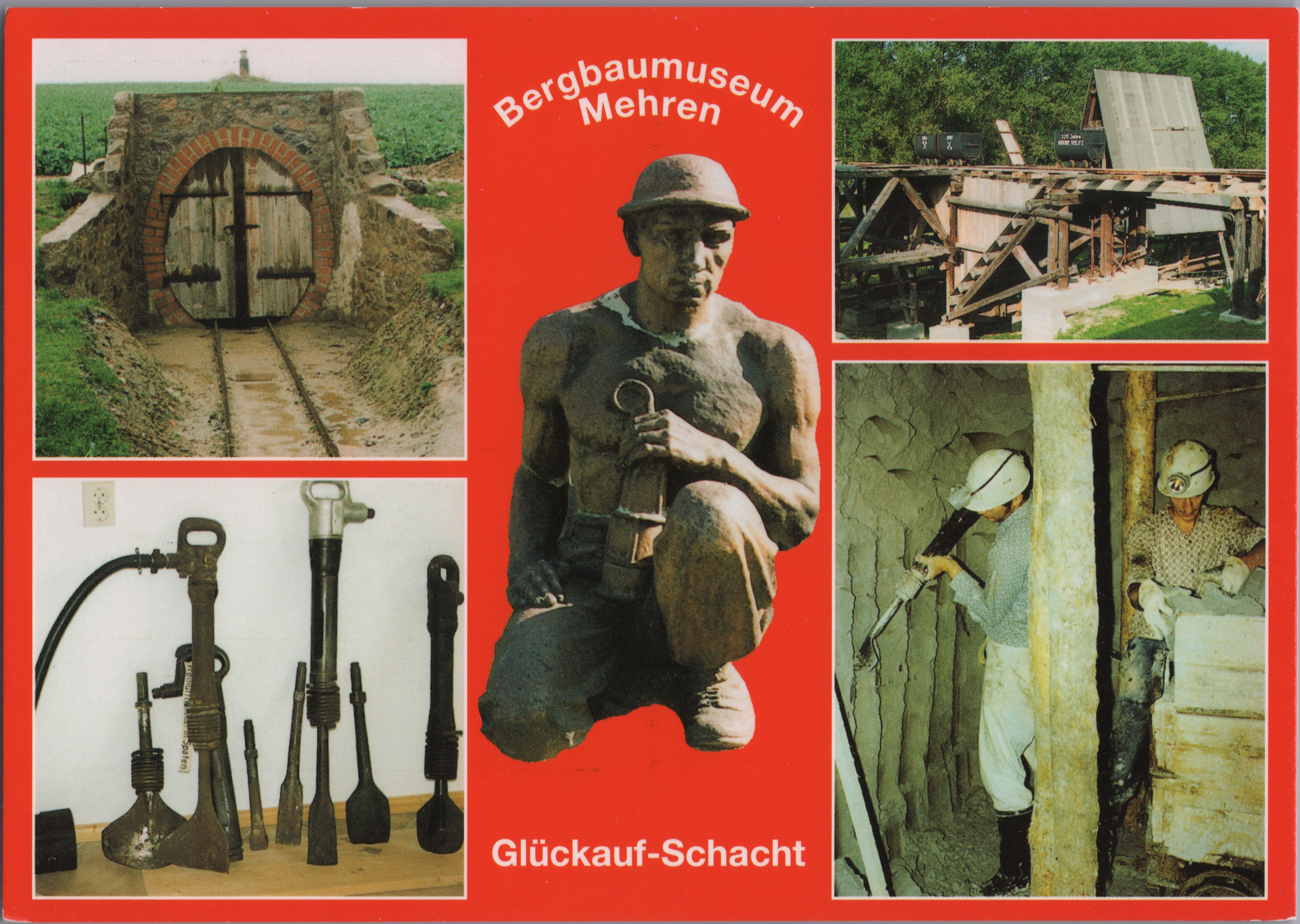
Bergbaumuseum Mehren – Glückauf Schacht (1996)

Mehren ist ein Ortsteil der sächsischen Gemeinde Käbschütztal im Landkreis Meißen.

## Geographie
Der Ort Mehren liegt westlich der Kreisstadt Meißen auf etwa 200 Metern über Normalhöhennull am Jahnabach. Dieser Bach hat etwas westlich der Ortslage mehrere Quellarme, die dann nördlich der Ortsbebauung zusammenfließen und den Jahnabach bilden. Mehren befindet sich an der Kreisstraße 8073, die Altmohlis mit Löthain verbindet. Dort endet sie an der Bundesstraße 101, die weiter südlich bei Nossen Anschluss an die Bundesautobahn 14 hat.
Die Gemarkung Mehren grenzt im Norden an Mohlis, im Nordosten an Oberjahna, im Osten an Kaschka, im Süden an Löthain und im Südwesten an Stroischen. Im Nordwesten schließt sich der Ort Kaisitz an. Alle umliegenden Orte gehören als Ortsteile zu Käbschütztal.

## Geschichte
Der Ort wurde erstmals im Jahre 1205 als in utroque Meran urkundlich erwähnt. Im Jahre 1378 gehörte Mehren zum Castrum Meißen in der gleichnamigen Markgrafschaft Meißen. Die Grundherrschaft übten anteilig das Erb- und Schulamt sowie das Rittergut Niederjahna aus. Ab Mitte des 16. Jahrhunderts war das Dorf zum Erbamt Meißen, später zum gleichnamigen Amt und Gerichtsamt gehörig. Durch die Sächsische Landgemeindeordnung von 1838 erhielt Mehren den Status einer Landgemeinde und wurde selbständig. Ab 1875 wird eine Zugehörigkeit des Ortes zur Amtshauptmannschaft Meißen angegeben.
Um den Rundweiler Mehren erstreckte sich 1900 eine 158 Hektar große Block- und Streifenflur, auf der die Bewohner des Dorfes Landwirtschaft betrieben. Kirchlich war Mehren ins Kloster St. Afra gepfarrt und gehört noch heute zur dortigen Kirchgemeinde. Die Eigenständigkeit des Ortes endete am 1. November 1935 mit der gemeinsamen Eingemeindung von Mehren, Löbschütz, Canitz, Pauschütz und Stroischen nach Löthain. Nach dem Ende des Zweiten Weltkrieges wurde Mehren Teil der Sowjetischen Besatzungszone und später der DDR. In der Kreisreform 1952 erfolgte eine Neugliederung des Landes. Löthain und seine Ortsteile wurden dem Kreis Meißen im Bezirk Dresden zugeschlagen. Löthain vereinigte sich am 1. März 1974 mit Jahna-Kagen zur Gemeinde Jahna-Löthain.
Nach Wende und Wiedervereinigung wurde Mehren Teil des neugegründeten Freistaates Sachsen und verblieb vorerst im Landkreis Meißen. In der Kreisreform 1994 wurde der Landkreis Meißen-Radebeul (ab 1996 Landkreis Meißen) aus dem alten Gebiet des Kreises Meißen und Teilen des Kreises Dresden-Land gebildet, dem Mehren bis 2008 angehörte. Ebenfalls 1994 vereinigten sich Jahna-Löthain, Krögis und Planitz-Deila zur neuen Großgemeinde Käbschütztal mit 37 Ortsteilen. Diese Gemeinde ist seit dem 1. August 2008 Teil des in der Kreisreform Sachsen 2008 aus Landkreis Meißen und Landkreis Riesa-Großenhain gebildeten dritten Landkreises Meißen.
In Mehren befindet sich ein ehemaliges Kaolinbergwerk mit Bergbaumuseum, das zusammen mit einem Wohnstallhaus im Ort in die Kulturdenkmalliste für Kabschütztal aufgenommen wurde.

### Entwicklung der Einwohnerzahl
| Jahr | Einwohnerzahl                 |
| ---- | ----------------------------- |
| 1551 | 5 besessene Mann, 12 Inwohner |
| 1764 | 5 besessene Mann, 4 Häusler   |
| 1834 | 79                            |
| 1871 | 66                            |
| 1890 | 63                            |
| 1910 | 137                           |
| 1925 | 122                           |